# Maksim Matvéyev
Maksim Aleksándrovich Matvéyev (del ruso: Максим Александрович Матвеев) es un actor ruso, conocido por haber interpretado a Fred en la película Stilyagi.

## Biografía
Es miembro del Teatro de Arte de Moscú (MkhAT) desde 2006.
En 2007 se casó con la actriz Yana Sekste, de la que se divorció en 2010. El 28 de julio de 2010, se casó con la actriz rusa Elizaveta Boyarskaya, con quien tiene un hijo, Andrei Matveyev (7 de abril de 2012).

## Carrera
En 2012 apareció en la película Avgust. Vosmogo, donde interpretó al soldado Aleksyei Lekha. En 2016 apareció en la miniserie Mata Hari, donde dio vida a Vladimir Maslov, el joven amante de la famosa espía.

## Filmografía

### Series de televisión
| Año  | Serie     | Personaje       | Notas     |
| ---- | --------- | --------------- | --------- |
| 2015 | Mata Hari | Vladimir Maslov | miniserie |

### Películas
| Año  | Título          | Personaje                  | Notas |
| ---- | --------------- | -------------------------- | --- |
| 2019 | Soyuz spaseniya | Principe Sergei Trubetskoy | junto a Leonid Bichevin, Pavel Priluchnyy, Ivan Yankovsky, Anton Shagin, Aleksandr Domogarov, Igor Petrenko, Sergey Peregudov, Vitaliy Kishchenko, Aleksei Guskov, Alexander Ustyugov, Serguéi Koltakov, Vladislav Vetrov y Artyom Tkachenko |
| 2012 | Avgust. Vosmogo | Soldado Lekha              | junto a Svetlana Ivanova, Egor Beroev, Artyom Fadeev, Aleksandr Oleshko, Aleksey Guskov, Khasan Baroev & Vladimir Vdovichenkov |
| 2010 | Ne skazhu       | Ivan                       | junto a Elizaveta Boyarskaya, Sergei Skomorokhov, Konstantin Chuzhitski & Aleksandr Kobzar |
| 2008 | Stilyagi        | Fred                       | junto a Anton Shagin, Oksana Akinshina, Eugenia Khirivskaya & Igor Voynarovskiy |

## Premios y nominaciones
| Año  | Categoría                | Premio          | Película | Resultado |
| ---- | ------------------------ | --------------- | -------- | --------- |
| 2008 | Breakthrough of the Year | MTV Movie Award | Tiski    | Nominado  |